# Röntgenbrücke
Die Röntgenbrücke ist die dritte Brücke dieses Namens im Berliner Ortsteil Charlottenburg und stammt aus dem Jahr 1960. Sie ersetzt eine 1908 fertiggestellte eiserne Bogenbrücke für den Straßenverkehr, die anstelle eines 1897 angelegten hölzernen Fußsteigs errichtet wurde. Diese Konstruktion wurde am Ende des Zweiten Weltkriegs zerstört. Bereits die Fußgängerbrücke erhielt 1902 zu Ehren des deutschen Physikers Wilhelm Conrad Röntgen den Namen Röntgenbrücke.

## Geschichte
Die Anfang der 1890er Jahre errichtete Gasanstalt in Charlottenburg bei Berlin versorgte alle umliegenden Wohnhäuser und Fabriken mit Stadtgas. Zur gefahrlosen Überführung der Gasleitungen über die Spree erhielten die Versorgungsrohre 1897 einen hölzernen Steg, der ebenfalls von Fußgängern benutzt werden konnte. Mit der Zunahme des Verkehrs, dem Ausbau von Charlottenburg als Industriestandort und der Konkurrenz zur nahe gelegenen Stadt Berlin ließen die Ratsherren eine feste Straßenverbindung über die Spree planen. Von 1906 bis 1908 montierten die Firmen eine stählerne Brücke mit oben liegendem fachwerkähnlichem Bogen. Sie überspannte die Spree in einem Stück und hatte eine Spannweite von 71 Metern. Die Widerlager stützten sich auf massive Granitblöcke, die in Schütt- und Stampfbeton am Nordufer und Südufer des Flusses eingelassen worden waren. Die maximale Konstruktionshöhe betrug 7,11 Meter. Besonderen Schmuck erhielt die Brücke nicht. Auch diese Spreequerung wurde im Zweiten Weltkrieg kurz vor der deutschen Kapitulation von Truppen der Wehrmacht gesprengt. Die Schäden waren so gewaltig, dass an einen Wiederaufbau nicht zu denken war, lediglich die Eisenteile wurden aus dem Flussbett entfernt. Im Zeitraum 1954 bis 1960 ließ der Berliner Senat eine völlig neue Brücke errichten. Nun kam eine Spannbetonbrücke auf die noch vorhandenen stabilen Gründungen. Ein flacher Rahmen mit einer Breite von 12,3 m dient als Träger für die Brückendecke, die zwei Fahrbahnen sowie zwei Gehsteige enthält.
In den Jahren 1994–1997 führte das Berliner Ingenieurbüro Jagels im Auftrag der Senatsverwaltung für Stadtentwicklung eine Sanierung des Brückenbauwerks durch.

## In der Umgebung

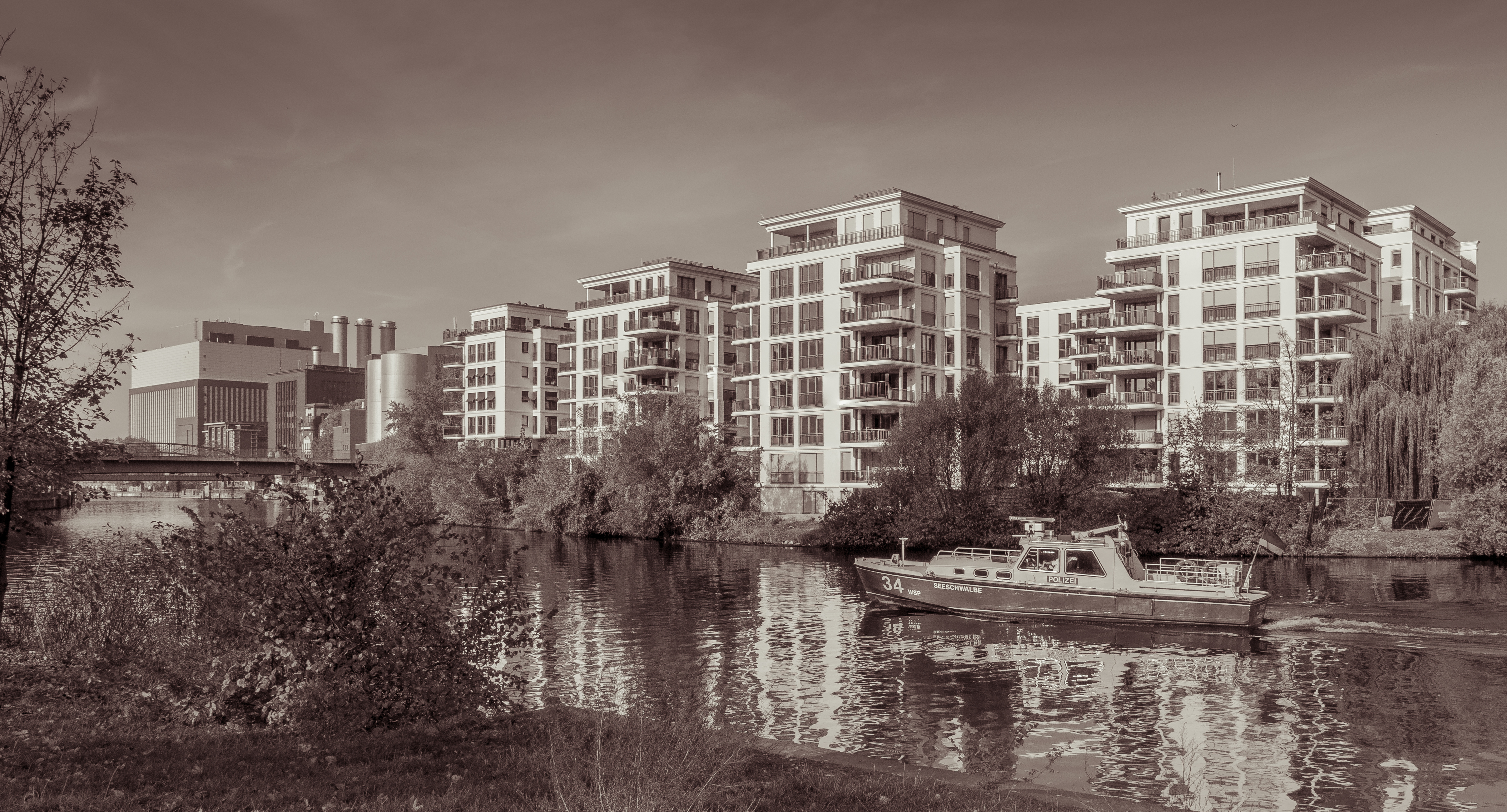
Blick über die Spree nach Norden in Richtung Röntgenbrücke, November 2018

Der heutige Betreiber des Kraftwerks Charlottenburg, die Firma Vattenfall, hat einen Uferstreifen ihres Geländes an die Stadt Berlin zurückgegeben, auf dem zwischen der Caprivibrücke und der Röntgenbrücke im Jahr 2007 wieder eine Uferpromenade (Am Spreebord) angelegt wurde.